# NeocoreGames
NeocoreGames est un développeur de jeux vidéo hongrois qui se concentre sur la création et la publication de jeux vidéo de rôle. La société possède son propre studio de développement dont le siège est à Budapest et les jeux vidéo développés chez NeocoreGames sont créés à l’aide de leur moteur de jeu personnalisé nommé Coretech. La société est surtout connue pour sa série King Arthur : The Role-Playing Wargame.

## Histoire

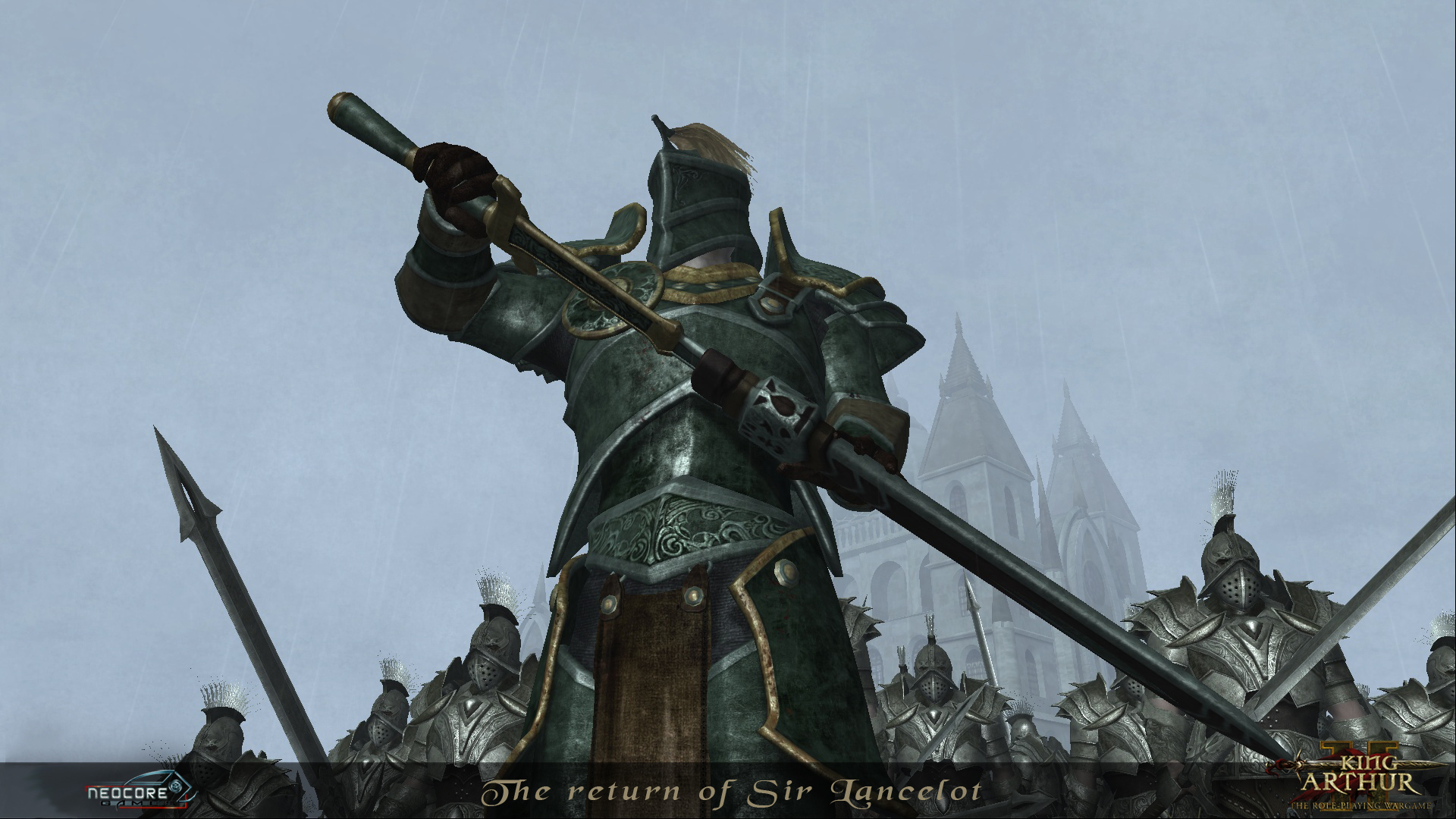

NeocoreGames a été fondé en 2005 et a commencé à travailler en tant que petit studio de développement de jeux vidéo. Le studio est connu pour son travail dans le genre du jeu de rôle illustré par sa série King Arthur : The Role-Playing Wargame . La suite, King Arthur II : The Role-Playing Wargame a été développée à l’aide du Coretech 2, le nouveau moteur de jeu de NeocoreGames.
En 2012, avec l’annonce du RPG d’action Les Incroyables Aventures de Van Helsing et du RPG tactique en groupe Broken Sea, NeocoreGames est revenu au développement de jeux vidéo indépendants ,. En mai 2012, la société a annoncé le développement d’un jeu de rôle basé sur de Bram Stoker Dracula . Intitulé The Incredible Adventures of Van Helsing, le jeu suit le fils de Van Helsing alors qu’il se rend dans le royaume de Borgovie en Europe de l’Est pour tuer les monstres qui envahissent la terre. Le jeu devait être le début d’une nouvelle propriété intellectuelle pour NeocoreGames. En juin 2012 à l’Electronic Entertainment Expo, NeocoreGames a annoncé un nouveau jeu qu’ils développaient : Broken Sea est un jeu de rôle tactique fantastique développé pour le PC ,. En août 2014, NeocoreGames a annoncé son premier jeu de tower defense , intitulé Deathtrap . En février 2017, NeocoreGames a lancé la création de son prochain Action-RPG intitulé Warhammer 40,000 : Inquisitor – Martyr.

## Jeux développés
| Title                                               | Year | Platform                                          | Type                   |
| --------------------------------------------------- | ---- | ------------------------------------------------- | ---------------------- |
| Crusaders: Thy Kingdom Come                         | 2009 | Microsoft Windows                                 | Jeu complet            |
| King Arthur: The Role-Playing Wargame               | 2009 | Microsoft Windows                                 | Jeu complet            |
| King Arthur – Legendary Artifacts                   | 2010 | Microsoft Windows                                 | Contenu téléchargeable |
| King Arthur – Knights and Vassals                   | 2010 | Microsoft Windows                                 | Contenu téléchargeable |
| King Arthur – The Saxons                            | 2010 | Microsoft Windows                                 | Contenu téléchargeable |
| King Arthur – The Druids                            | 2010 | Microsoft Windows                                 | Contenu téléchargeable |
| The Kings' Crusade                                  | 2010 | Microsoft Windows                                 | Jeu complet            |
| The Kings' Crusade: Arabian Nights                  | 2011 | Microsoft Windows                                 | Contenu téléchargeable |
| The Kings' Crusade: Teutonic Knights                | 2011 | Microsoft Windows                                 | Contenu téléchargeable |
| The Kings' Crusade: New Allies                      | 2011 | Microsoft Windows                                 | Contenu téléchargeable |
| King Arthur: Fallen Champions                       | 2011 | Microsoft Windows                                 | DLC                    |
| King Arthur II: The Role-Playing Wargame            | 2012 | Microsoft Windows                                 | Jeu complet            |
| King Arthur II: Dead Legions                        | 2012 | Microsoft Windows                                 | Contenu téléchargeable |
| The Incredible Adventures of Van Helsing            | 2013 | Microsoft Windows, PlayStation 4, Xbox One        | Jeu complet            |
| Van Helsing: Blue Blood                             | 2013 | Microsoft Windows, PlayStation 4, Xbox One        | Contenu téléchargeable |
| Van Helsing: Thaumaturge                            | 2013 | Microsoft Windows, PlayStation 4, Xbox One        | Downloadable content   |
| Van Helsing: Arcane Mechanic                        | 2013 | Microsoft Windows, PlayStation 4, Xbox One        | Contenu téléchargeable |
| The Incredible Adventures of Van Helsing II         | 2014 | Microsoft Windows, PlayStation 4 Xbox One         | Jeu complet            |
| Van Helsing II: Ink Hunt                            | 2014 | Microsoft Windows, PlayStation 4, Xbox One        | Contenu téléchargeable |
| Van Helsing II: Pigasus                             | 2014 | Microsoft Windows, PlayStation 4, Xbox One        | Contenu téléchargeable |
| Deathtrap                                           | 2015 | Microsoft Windows, PlayStation 4, Xbox One        | Jeu complet            |
| The Incredible Adventures of Van Helsing III        | 2015 | Microsoft Windows, PlayStation 4, Xbox One        | Jeu complet            |
| The Incredible Adventures of Van Helsing: Final Cut | 2015 | Microsoft Windows                                 | Jeu complet            |
| Broken Sea                                          | TBA  | Microsoft Windows                                 | Jeu complet            |
| Warhammer 40,000: Inquisitor – Martyr               | 2018 | Microsoft Windows, PlayStation 4, Xbox One        | Jeu complet            |
| Warhammer 40,000: Inquisitor – Prophecy             | 2019 | Microsoft Windows                                 | DLC                    |
| King Arthur: Knight's Tale                          | 2021 | Microsoft Windows, PlayStation 5, Xbox Series X/S | Jeu complet            |